# NESSIE
NESSIE (англ. New European Schemes for Signatures, Integrity, and Encryptions, Нові європейські алгоритми для електронного підпису, цілісності й шифрування) — європейський дослідницький проєкт для визначення безпечних шифрувальних алгоритмів. Серед дослідників був і Шон Мерфі, англійський криптограф.
Проєкт був порівнянний з NIST AES і японським проєктом CRYPTREC, хоча й були значні відмінності. Зокрема, є і збіги й розбіжності між виборами і рекомендаціями від NESSIE і CRYPTREC. Учасники проєкту як NESSIE, так і CRYPTREC, включали в себе передових криптографів всього світу. NESSIE був призначений, щоб визначити й оцінити якість шифрувальних проєктів у кількох категоріях, і у березні 2000 року був оголошений громадський публічний конкурс. Для участі були отримані сорок дві заявки, а в лютому 2003 року відібрали дванадцять алгоритмів. Крім того, були відібрані і п'ять алгоритмів, вже широко відомих, але не представлених проєкту. Проєкт NESSIE публічно оголосив, що «ніякі слабкості не були знайдені у відібраних алгоритмах».
Криптоаналітики з більш, ніж десяти різних країн, всіляко намагалися атакувати надані 42 алгоритми шифрування, виявити їх слабкості та вразливості. Додатково до цього, оцінювалася також і продуктивність алгоритмів (наскільки вони швидкі). І до 2001 року встояли лише 24 із 42 алгоритмів шифрування. Після другої стадії відбору, яка завершилася в лютому 2003 року, були відібрані 12 алгоритмів. До того ж, проєкт NESSIE рекомендував 5 алгоритмів із широко відомих та існуючих у вільному доступі, для яких не була надана заявка на участь у проєкті.

## Історія та цілі проєкту NESSIE
На початку 2000-х був проведений конкурс NESSIE, на який було надіслано 42 заявки. Головним завданням проєкту було визначити найбільш сильні криптографічні алгоритми. Як видно з назви алгоритму, цілі конкурсу NESSIE були помітно ширші, ніж у конкурсу AES. Як і на конкурсі AES, алгоритми-учасники конкурсу були надіслані практично зі всіх кінців світу. При чому, абсолютним лідером за кількістю розглянутих на конкурсі алгоритмів, виявилася Японія — з 39 учасників конкурсу в Японії було розроблено 8. Однією з відмінностей NESSIE (щодо алгоритмів блокового шифрування) від конкурсу AES є те, що не був встановлений який-небудь конкретний розмір блоку зашифрованих даних, тому в конкурсі розглядалися 64-, 128-, 160 — і 256-бітні блочні шифри. Головними критеріями, за якими оцінювалися алгоритми в конкурсі NESSIE були конфіденційність, цілісність даних і аутентифікація.
В рамках конкурсу NESSIE розглядалися алгоритми наступних категорій: блочне симетричне шифрування (на конкурс прийнято 17 алгоритмів), потокове шифрування (6 алгоритмів), обчислення кодів автентифікації повідомлень (Message Authentication Code — MAC, 2 алгоритми), гешування (1 алгоритм), асиметричне шифрування (5 алгоритмів), електронний цифровий підпис (7 алгоритмів), ідентифікація (1 алгоритм). У другий раунд пройшло лише 17 алгоритмів, у яких не було явних недоліків (CS-Cipher, Hierocrypt-L1, Hierocrypt-3, IDEA, Khazad, Anubis, MISTY1, Nimbus, NUSH, SAFER++, Grand Cru, Noekeon, Q, RC6, SC2000, Camellia, SHACAL). Метою проєкту стало широке розповсюдження результатів конкурсу й досягнення консенсусу на основі цих результатів із допомогою проведення відповідних форумів (a project industry board, 5th Framework programme, and various standardisation bodies). Заключна мета полягала в тому, щоб зберегти сильну позицію європейських досліджень при одночасному зміцненні позицій європейської промисловості в криптографії.

## Загальні вимоги NESSIE
У цьому розділі описані загальні критерії відбору, тип алгоритмів, і вимоги безпеки для кожного типу алгоритмів шифрування, які були опубліковані на сайті NESSIE при прийомі алгоритмів на розгляд.

### Критерії відбору
Головні критерії відбору — алгоритми повинні бути безпечні протягом довгострокового періоду, вони повинні задовольняти ринкові вимоги, бути високопродуктивними і гнучкими.
Безпека — найважливіший критерій, тому що безпека алгоритмів шифрування — головне призначення цих алгоритмів. Процес оцінки безпеки враховував і вплив подій поза проєктом NESSIE (таких як нові напади або методи аналізу).
Другий критерій має відношення із ринковими вимогами. Ринкові вимоги пов'язані з потребою в алгоритмі, його зручністі та простоті використання, можливості міжнародного використання.
Третій критерій — продуктивність алгоритму шифрування на визначеному обладнанні. Для програмного забезпечення розглядали 8-бітові процесори (як в недорогих платіжних картках із вбудованим мікропроцесором), 32-бітові процесори (наприклад, старе сімейство Pentium), сучасні 64-бітові процесори.
Четвертий критерій — гнучкість алгоритму. Очевидно, що бажано використання алгоритму на різному устаткуванні.

## Вимоги Безпеки для різних типів шифрів

### Симетричні шифри
Є два головних рівня безпеки для симетричних шифрів — нормальний і високий. Мінімальні вимоги для симетричного шифру для досягнення рівня безпеки вказані нижче.

##### Блокові шифри
a) Висока безпека. Довжина ключа принаймні 256 біт. Розмір блоку принаймні 128 біт
b) Нормальна безпека.  Довжина ключа принаймні 128 біт. Розмір блоку принаймні 128 біт.
c) Нормальна на момент досліджень.  Ключ принаймні 128 біт. Розмір блоку 64 біта

#### Синхронні потокові шифри
a) Висока.  Довжина ключа принаймні 256 біт. Внутрішня пам'ять принаймні 256 біт.
b) Нормальна.  Довжина ключа принаймні 128 біт. Внутрішня пам'ять принаймні 128 біт.

#### Самосинхронні потокові шифри
a) Висока.  Довжина ключа принаймні 256 біт. Внутрішня пам'ять принаймні 256 біт.
b) Нормальна.  Довжина ключа принаймні 128 біт. Внутрішня пам'ять принаймні 128 біт.

#### Message Authentication Codes (коди автентифікації повідомлення)
Алгоритм повинен підтримати вихідні повідомлення будь-якої довжини до ключової довжини (включно).
a) Висока.  Ключова довжина принаймні 256 біт.
b) Нормальна.  Ключова довжина принаймні 128 біт.

#### Стійкі до колізій геш-функції
a) Висока.  Вихідна довжина принаймні 512 біт.
b) Нормальна.  Довжина на виході принаймні 256 біт.

#### Односторонні геш-функції
a) Висока.  Вихідна довжина принаймні 256 біт.
b) Нормальна.  Вихідна довжина принаймні 128 біт.

### Асиметричні шифри
Параметри безпеки повинні бути вибрані таким чином, щоб найефективніший напад на шифр зажадав обчислювального зусилля близько 280 3-DES шифрувань.

#### Асиметричні алгоритми шифрування (детерміновані або рандомізовані).
Мінімальне обчислювальне зусилля для нападу повинно бути близько 280 3-DES шифрувань.

#### Асиметричні цифрові підписи
Мінімальне обчислювальне зусилля для нападу повинно бути близько 280 3-DES шифрувань.

#### Асиметричні схеми ідентифікації
Мінімальне обчислювальне зусилля для нападу повинно бути близько 280 3-DES шифрувань. Ймовірність помилки повинна бути меншою, ніж 2−32.
Алгоритми шифрування — еквівалент замків, печаток та ідентифікаційних документів в інтернеті. Вони використовуються, щоб захистити особисту інформацію, банківські операції онлайн, кредитні карти, електронну торгівлю і управління по інтернету. Саме тому проєкт NESSIE має таке велике значення. Що ж таке алгоритми шифрування? Алгоритми шифрування — це математичні формули та операції, які використовуються, щоб захистити електронну інформацію. Алгоритми шифрування є необхідними для захисту важливої інформації, такої як медичні дані, фінансова інформація і Personal Identification Numbers (Персональні Ідентифікаційні номери, ПІН) від цікавих очей. Проєкт NESSIE виділяє три різних типи алгоритмів шифрування: блочні шифри, потокові шифри і алгоритми шифрування з відкритим ключем. Цифрові алгоритми підпису (у комбінації з геш-функціями), замінюють ручний підпис в електронних угодах. A подібна роль може виконуватися алгоритмами MAC. Протоколи ідентифікації дозволяють надійно перевіряти ідентичність боку в іншому кінці лінії.

## Відібрані алгоритми
Стандарти відіграють важливу роль у виборі шифрувального алгоритму. Але проєкт NESSIE — це не стандартизований проєкт (стандарти NESSIE не написані). NESSIE — це міст між співтовариством дослідників, розробників і користувальницьким співтовариством, яке перевіряє і порівнює алгоритми перш, ніж вони стандартизовані. Як вже було відмічено вище, проєкт NESSIE вибрав 12 алгоритмів з 42 запропонованих розробниками: крім того, 5 добре відомих стандартизованих алгоритми були додані до відібраних 12 (позначені *):

##### Блочні шифри
- MISTY1 — Mitsubishi Electric Corp., Японія;
- Camellia — Nippon Telegraph and Telephone Corp., Японія і Mitsubishi Electric Corp., Японія;
- SHACAL-2 — Gemplus, Франція;
- AES (USA FIPS 197) (Rijndael)

### Шифри з відкритим ключем
- ACE Encrypt — науково-дослідна лабораторія IBM, Швейцарія, Цюріх;
- PSEC-KEM — Nippon Telegraph and Telephone Corp., Японія;
- RSA-KEM* — проєкт ISO/IEC 18033-2

### MAC алгоритми і хеш-функції
- Two-Track-MAC — K. U. Leuven, Бельгія і Debis AG, Німеччина;
- UMAC — Intel Corp., США, університет Невади, США, науково-дослідна лабораторія IBM, США, Technion, Ізраїль і університет Каліфорнії в Девісі, США;
- CBC-MAC* (ISO/IEC 9797-1);
- HMAC* (ISO/IEC 9797-1);
- Whirlpool — Scopus Tecnologia S. A., Бразилія і K. U. Leuven, Бельгія;
- SHA-256*, SHA-384* і SHA-512* (USA FIPS 180-2).

### Алгоритми цифрового підпису
- ECDSA — Certicom Corp., США and Certicom Corp., Канада;
- RSA-PSS — лабораторії RSA, США;
- SFLASH — Schlumberger, Франція.

### Методи ідентифікації
- GPS — Ecole Normale Superieure, Париж, Франція і Télécom and La Poste, Франція.

## Інші учасники

#### 64 бітні блочні шифри
- CS-CipherCS-Cipher[en] — Serge Vaudenay і Oualid Ammar, CS Communication & Systèmes.
- Hierocrypt-L1 — Кендзі Окума, Фуміхіко Сано, Хірофумі Муратані, Масахіко Мотояма й Сінїті Кавамура.
- Specification of Hierocrypt-L1 (revised September 2001).
- IDEA — Xuejia Lai, James Massey, Ascom.
- Khazad — Вінсент Реймен (автор шифру Rijndael) і Пауло Баррето.
- Nimbus — Alexis Warner Machado, Гаус Informatica.[4]

#### 128 бітні блочні шифри
- Anubis — Вінсент Реймен.
- Grand Cru — Йоганом Боретом (Johan Borst) фахівцем бельгійського Католицького Університету м. Льовен на базі загальновизнаного шифру Rijndael та є його посиленою і глибоко модифікованою версією.
- Hierocrypt-3 — Toshiba, Kenji Ohkuma, Fumihiko Sano, Hirofumi Muratani, Masahiko Motoyama, Shinichi Kawamura.
- Noekeon — сімейство з двох блочних шифрів, розроблених Йоаном Дайменом, Michaël Peeters, Gilles Van Assche і Вінсентом Рейменом.
- Q — автор Leslie 'Mack' McBride.
- SC2000 — Takeshi Shimoyama (Fujitsu Laboratories LTD.), Hitoshi Yanami (Fujitsu Laboratories LTD.), Kazuhiro Yokoyama (Fujitsu Laboratories LTD.), Masahiko Takenaka (Fujitsu Laboratories LTD.).[4]

#### Блочні шифри змінної довжини
- NUSH: 64, 128, and 256-біт (у тому числі мають іншу довжину). Анатолій Лебедєв і Олексій Волчков, LAN Crypto. Даний шифр не пройшов у другий раунд, так як китайські вчені У Веньлін (Wu Wenling) і Фен Денго (Feng Dengguo) запропонували атаку, яка методом лінійного криптоаналізу обчислювала 128-бітний ключ шифрування алгоритму NUSH при наявності 258 відомих відкритих текстів (і відповідних їм шифртекстів) виконанням 2124 тестових операцій шифрування.[1]
- RC6: як мінімум 128 біт — Ronald L. Rivest, Matthew J. B. Robshaw, Raymond M. Sidney, and Yiqun Lisa Yin.
- SAFER++: 64 і 128 біт — James Lee Massey[4]

### Синхронні потокові шифри
- BMGL — Johan Hastad, Mats Naslundy, BMGL Revision 1 (06/03/01), Generalized interface for BMGL (15/03/01)
- Leviathan — автори David A. McGrew і R. Scott Fluhrer, Cisco Systems, Inc.
- LILI-128 — автори L. Simpson, E. Dawson, J. Golic, and W. Millan.
- SNOW
- SOBER-t16 — Greg Rose and Philip Hawkes
- SOBER-t32 — Greg Rose and Philip Hawkes[4]

### Шифри з відкритим ключем
- ECIES
- EPOC — Eiichiro Fujisaki (NTT), Tetsutaro Kobayashi (NTT), Hikaru Morita (NTT), Hiroaki Oguro (NTT), Tatsuaki Okamoto (NTT), Satomi Okazaki (MCL), David Pointcheval, (ENS), Shigenori Uchiyama (NTT)
- RSA — OAEP — Mihir Bellare and Phillip Rogaway, with enhancements by Don B. Johnson and Stephen M. Matyas. [4]

### Алгоритми цифрового підпису
- ACE Sign — Victor Shoup, Ronald Cramer
- ESIGN — Tatsuaki Okamoto, Nippon Telegraph and Telephone Corporation (NTT)
- FLASH — Jacques Patarin, Nicolas Courtois, Louis Goubin
- QUARTZ — Jacques Patarin, Nicolas Courtois, Louis Goubin. [4]